# Alfa Scuti
Alfa Scuti (α Sct, α Scuti) je se svou zdánlivou hvězdnou velikostí 3,83m nejjasnější hvězdou v souhvězdí Štítu. Původně hvězda patřila do souhvězdí Orla, kde měla označení 1 Aquilae. 
Na základě ročního posunu paralaxy 16,38 mas při pohledu ze Země se nachází asi 200 světelných let od Slunce. Od Slunce se vzdaluje radiální rychlostí 36,5 km/s.
Jde o vyvinutého hvězdného obra spektrální třídy K3 III. Alpha Scuti je podezřelá proměnná hvězda, jejíž magnituda se udává v rozmezí 3,81 až 3,87. Hvězda má odhadem 1,33násobek hmotnosti Slunce, ale její vnější obálka se zvětšila na 20násobek poloměru Slunce a ze své nafouknuté fotosféry vyzařuje 186násobek svítivosti Slunce při efektivní teplotě 4 315 K.